# Friesodielsia obovata
Friesodielsia obovata ist eine Pflanzenart in der Familie der Annonengewächse aus dem südlichen Afrika, vom Kongo bis an die Grenze von Südafrika.

## Beschreibung
Friesodielsia obovata wächst als laubabwerfender, manchmal kletternder Strauch oder Baum bis etwa 7–12 Meter hoch.
Die einfachen und kurz gestielten Laubblätter sind wechselständig. Sie sind ganzrandig und verkehrt-eiförmig, seltener eiförmig oder elliptisch, sowie abgerundet bis gestutzt oder eingebuchtet, seltener bespitzt oder stumpf. Sie sind 4,5 bis 11,5 Zentimeter lang und 2,5 bis 7,5 Zentimeter breit.  Die unterseits glauke Spreite ist beidseits mehr oder weniger behaart bis kahl und die Basis ist keil- bis leicht herzförmig.
Die zwittrigen und schlank gestielten Blüten mit doppelter Blütenhülle sind gelb und erscheinen einzeln end- oder überachselständig. Es ist jeweils ein größeres, blattartiges und halbblütenstielumfassende Tragblatt vorhanden. Der dreizählige und grünliche bis gelbliche Kelch ist nur klein und mehr oder weniger behaart. Die feinhaarigen sechs Kronblätter sind dicklich und ungleich, die kleineren inneren drei sind kapuzenförmig oder einwärts gekrümmt. Es sind viele, kurze und dicht stehenden Staubblätter sowie einige oberständige, kurze Stempel vorhanden.
Es werden bis 2–7 Zentimeter lange, zylindrische, ein- bis viersamige und rote, schwach behaarte, wurst- bis fingerförmige Früchte gebildet. Sind mehrere Samen vorhanden, dann ist die Frucht zwischen den einzelnen Samen jeweils eingeschnürt. Die gestielten Früchte erscheinen jeweils zu mehreren in Sammelfrüchten zusammenstehend. Die Früchte sind fleischig und essbar.

## Vorkommen
Das Verbreitungsgebiet reicht von Angola und Namibia bis Tansania und Mosambik. Die Art gedeiht in offenen Wäldern und Savannen und oft entlang von Flüssen.

## Taxonomie
Es wurde 2017 von Paul H. Hoekstra die Art in die Gattung Monanthotaxis transferiert. Ob dies nun gültig anerkannt ist, steht noch aus. Friesodielsia obovata (Benth.) Verdc. hat die Synonyme Unona obovata Benth., Popowia obovata (Benth.) Engl. & Diels und Monanthotaxis obovata (Benth.) P.H.Hoekstra.

## Verwendung
Die Früchte sind essbar. Die Wurzeln werden medizinisch verwendet.